# Wacław Ciesielski
Wacław Ciesielski, ps. Roman (ur. 6 września 1898 w Orłowie, zm. 2 lutego 1941 w Stutthof (KL)) – dziennikarz, polityk Stronnictwa Narodowego na Pomorzu. Podczas okupacji niemieckiej pełnił obowiązki kierownika Delegatury Rządu na Pomorze. Był działaczem regionalnych organizacji konspiracyjnych: Narodowa Organizacja Bojowa, Grunwald, Ojczyzna i Związek Walki Zbrojnej (przemianowany w 1942 na Armię Krajową). Był współorganizatorem i pierwszym prezesem Korporacji Studentów Uniwersytetu Poznańskiego „Baltia”.

## Życiorys

### Okres przedwojenny
Urodził się w rodzinie rolniczej jako syn Wacława i Heleny z domu Czarnoty-Bojarskiej. Uczęszczał do gimnazjum w Chełmnie. Podczas I wojny światowej w 1917 został wcielony do armii niemieckiej i przez dwa lata walczył na froncie zachodnim. W styczniu 1919 wstąpił do odrodzonego Wojska Polskiego, po czym brał udział w wojnie polsko-bolszewickiej jako podoficer. Po demobilizacji w 1921 podjął studia prawnicze i ekonomiczne na Uniwersytecie Poznańskim. Został wówczas członkiem (później pierwszym prezesem) Korporacji Akademickiej „Baltia” i związał się z ruchem narodowym. W latach 1926–1928 pełnił obowiązki kierownika uniwersytetu ludowego w Zagórzu. Jednocześnie w 1926 został członkiem Obozu Wielkiej Polski, a w 1928 Stronnictwa Narodowego (SN).
Pod koniec 1928 powrócił na Pomorze, gdzie zajął się pracą dziennikarską. Był redaktorem kolejno: „Gazety Bydgoskiej”, „Gońca Pomorskiego”, a od połowy lat trzydziestych XX wieku „Słowa Pomorskiego” – głównego organu prasowego endecji w Polsce przedwojennej. W swojej publicystyce był zwolennikiem idei narodowo-katolickich, krytykował ekspansjonizm gospodarczy Żydów i demagogię społeczną komunistów. Zdecydowanie występował także przeciwko sanacji, za co był dwukrotnie aresztowany. W styczniu 1934 objął funkcję sekretarza Rady Wojewódzkiej i kierownika Wydziału Młodych SN w Toruniu. Dwa razy był też członkiem Komitetu Głównego SN. Od 16 czerwca do 21 lipca 1934 jako sekretarz wojewódzki SN był przetrzymywany w więzieniu w Toruniu. Wraz z nim osadzony i zwolniony był prezes koła toruńskiego SN mjr Ludwik Ławniczak, który później po konflikcie na tle finansowym został pobity, po czym złożył mandat radnego w Toruniu.

### Okres wojenny
Po klęsce wrześniowej 1939 Wacław Ciesielski został natychmiast aresztowany przez Niemców i osadzony w gmachu toruńskiego Gestapo, a następnie w obozie przejściowym w Forcie VII w Toruniu. Ranny i chory został 18 października 1939 niespodziewanie wypuszczony na wolność. Bez zwłoki zaangażował się w działalność konspiracyjną, reaktywując przedwojenne struktury SN w ramach Narodowej Organizacji Bojowej (NOB). Jednocześnie na początku listopada 1939 był współzałożycielem pomorskiej organizacji konspiracyjnej Grunwald, która opierała się na sieci dywersji pozafrontowej w sytuacji oczekiwanej długotrwałej okupacji niemieckiej. Stanął na czele jej pionu cywilnego (Wydział Administracji Cywilnej). W grudniu 1939 został zaprzysiężony w Poznaniu przez księdza prałata Józefa Prądzyńskiego, męża zaufania Rządu PR, jako członek organizacji Ojczyzna. Został upoważniony do organizowania na obszarze Pomorza aparatu Okręgowej Delegatury Rządu na Kraj. Rozpoczął jego tworzenie, opierając się m.in. na strukturach cywilnych Grunwaldu. Jego zadaniem było także przygotowanie struktur konspiracyjnych, które po pomyślnym zakończeniu wojny mogłyby ponownie objąć polską administrację w województwie pomorskim.

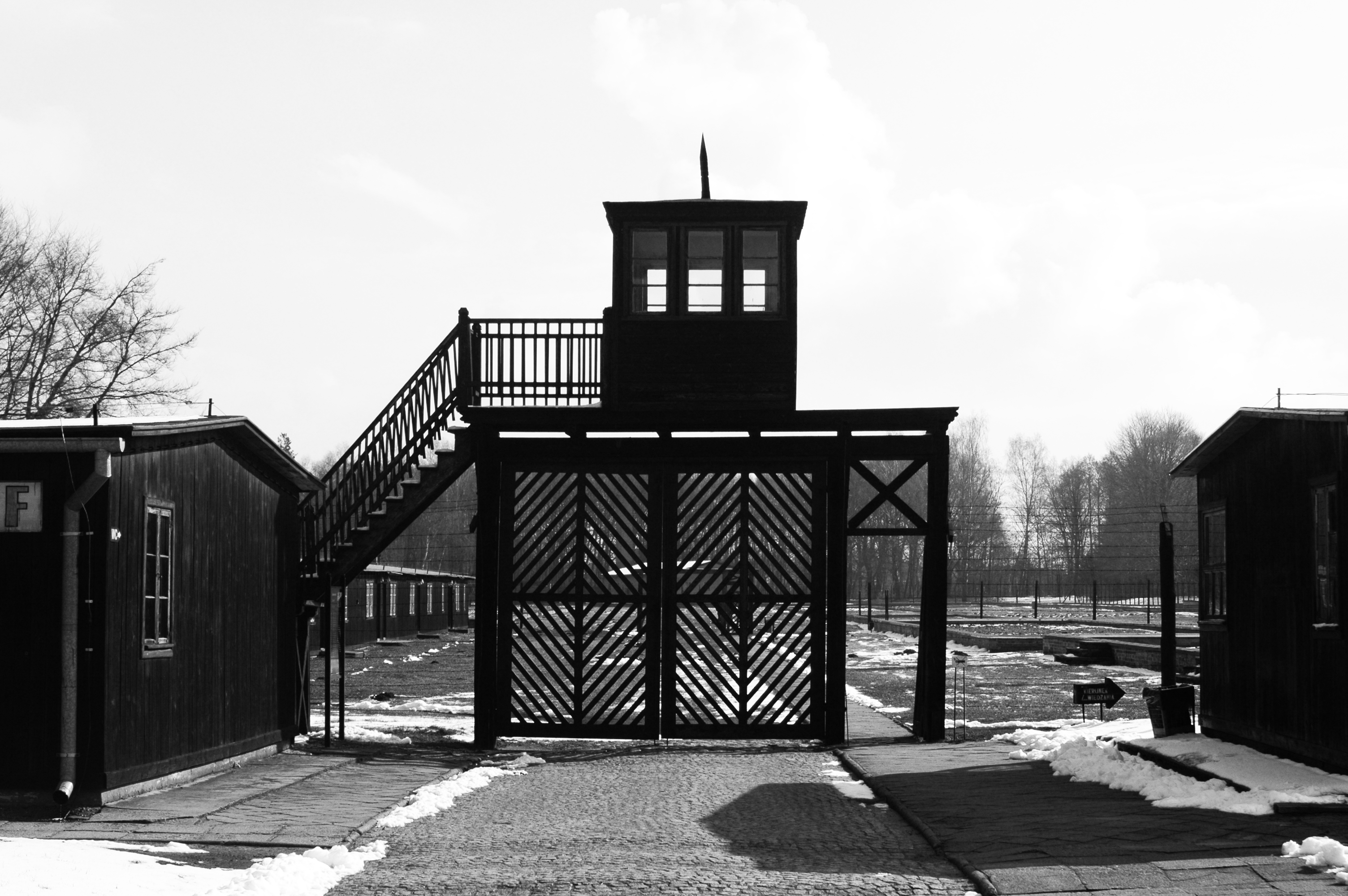
Brama niemieckiego obozu koncentracyjnego Stutthof

Jednocześnie dowódca Narodowej Organizacji Bojowej, Antoni Wolniewicz (ps. Marian, Znicz, Bałt, Mróz) mianował go komendantem Okręgu Pomorskiego NOB. W tym czasie podporządkował się Związkowi Walki Zbrojnej (ZWZ, przemianowanemu w 1942 na Armię Krajową), przyciągając do niego dużą liczbę członków pomorskiego NOB. Pełnił obowiązki szefa pionu organizacyjnego Komendy Okręgu ZWZ. Utrzymywał stałe kontakty z centralą SN („Kwadrat”) w Warszawie oraz księdzem ppłk. Józefem Wryczą, dowódcą Tajnej Organizacji Wojskowej „Gryf Pomorski”. Zajmował się również sprawami wywiadu cywilnego, a w szczególności katalogowaniem zbrodni okupanta niemieckiego, oraz organizacją akcji charytatywnych na rzecz rodzin dotkniętych prześladowaniami.
W dniu 18 listopada 1940 na skutek dekonspiracji został aresztowany przez Niemców i poddany torturom w siedzibie toruńskiego Gestapo. Następnie uwięziono go w niemieckim obozie koncentracyjnym Stutthof, gdzie zginął 2 lutego 1941.

## Inne informacje
Żona Wacława Ciesielskiego, Cecylia (1903–1993), ps. Celina i Romana, z domu Pawlikówna była członkinią organizacji Grunwald, także łączniczką szefa sztabu Komendy Okręgu ZWZ–AK Pomorze. Po aresztowaniu udało się jej uciec z niemieckiego obozu koncentracyjnego Stutthof. W 1942 została odznaczona Brązowym Krzyżem Zasługi z Mieczami.
Brat Wacława, Józef (1904–1942), żołnierz ZWZ–AK Starogard Gdański, pracował jako leśniczy w leśnictwie Długie (koło Lubichowa), które było skrzynką kontaktową dla działaczy i partyzantów pomorskiego podziemia ZWZ–AK. Został zamordowany w niemieckim obozie koncentracyjnym Stutthof w dniu 27 grudnia 1942. W 1992 odsłonięto tablicę jego pamięci ufundowaną przez pracowników Nadleśnictwa Lubichowo.